# Port Royale: Gold, Macht und Kanonen
Port Royale: Gold, Macht und Kanonen ist eine historische Wirtschaftssimulation, die geografisch auf den Westindischen Inseln angesiedelt ist. Sie wurde von Ascaron entwickelt und erschien am 13. Juni 2002 für Microsoft Windows. Mit Port Royale 2 existiert ein direkter Nachfolger, der noch weitere Teile innerhalb der Port-Royale-Reihe nach sich zog.

## Entwicklung
Entwickler Ascaron konnte zunächst eine Insolvenz abwenden und begann dann die Entwicklung eines Nachfolgers zu Patrizier 2. Von dem Szenario der Hanse wechselte man in die Karibik. Im Vergleich zum Vorgänger wurde auf 3D-Grafik gesetzt. Die Gebäude wurden jedoch weiterhin zweidimensional dargestellt, so dass sich die isometrische Perspektive nicht drehen lässt. Im Vergleich zu Patrizier 2 ist die Spielwelt viermal so groß. Das Spiel war in der Verkaufsversion stark behaftet von Programmfehlern, so dass Ascaron mit Patches nachlegte. Als Entschuldigung für die zahlreichen Mängel bot man den Spieler eine kostenlose Erweiterung. Diese verzögerte sich aufgrund von Fehlern ebenfalls. Das Add-On bot zwei neue Schiffstypen, ein erweitertes Missionsdesign, Grafikzusätze wie Nebel und Regen sowie kleine Ergänzungen im Mehrspielermodus.

## Spielprinzip
Das Spielprinzip ist der Serie Der Patrizier sehr ähnlich. Im Spiel können 20 Güter gehandelt werden, die mit bis zu 100 Schiffen (in jeweils 10 Konvois) in 90 Häfen im Umland verschifft werden können. Jede Stadt gehört einer der vier Fraktionen: Franzosen, Engländern, Niederländern und Spaniern. Je nachdem wie gut das Verhältnis mit diesen steht, ist mit deren Städten Handel möglich. Städte mit Gouverneur können zudem Waren nach Europa weiterverschiffen. Die Waren werden als Icons angezeigt. Piraterie hat im Vergleich zu Spielen der Patrizier-Serie mehr Gewicht. Jede Nation bietet Kaperbriefe an, damit verfeindete Schiffe geerntet und ausgeraubt werden können, woraufhin jedoch der Handel mit der angegriffenen Nation zum Erliegen kommen kann. Durch das Erfüllen von Aufträgen kann das Ansehen wieder steigen. Zudem kann der Spieler auf Schatzsuche gehen. Abgeschlossene Missionen werden mit Erfahrungspunkten vergütet, die Gegnerstärke und Höhe der Beute beeinflussen.

## Rezeption
Das Spiel sei durch die eingängige Steuerung und schnelle Erfolgserlebnisse einsteigerfreundlicher als etwa Die Gilde. Das Tutorial sei mit den reinen Textbildschirmen eine Farce. Die Karibikinseln böten viel Flair, der jedoch durch die immer gleichen Gebäude in normierter Anordnung geschmälert werde. Atmosphäre und Spieldesign seien jedoch gelungen.